# Елсуков, Альберт Николаевич
Альберт Николаевич Елсуков (9 декабря 1936, Архангельск — 6 марта 2014, Минск) — советский и белорусский социолог и философ, специалист в области истории и методологии научного знания, основ социологической науки. Доктор философских наук (1985), профессор (1988). 

## Биография
Родился в Архангельске. 
В 1963 году окончил исторический факультет Белорусского государственного университета им. В. И. Ленина, в 1969 — аспирантуру философского факультета МГУ им. М. В. Ломоносова, где подготовил и защитил кандидатскую диссертацию на тему «Проблема объяснения в социально-историческом исследовании». В 1985 году защитил диссертацию на соискание учёной степени доктора философских наук по теме «Методологические проблемы формирования научного факта» (специальность 09.00.01 — диалектический и исторический материализм). 
В 1988 г. Решением Государственного комитета СССР по народному образованию ему было присвоено учёное звание профессора по кафедре философии. 
С 1973 г. на преподавательской работе в БГУ. В 1988 году стал заведующим кафедрой марксистско-ленинской философии естественных факультетов БГУ. В 1989 г. в университете был открыт впервые в Беларуси философско-экономический факультет с отделениями философии, политологии и социологии, деканом, которого был назначен (а затем и избран) А. Н. Елсуков. В состав факультета входили общефилософские кафедры философии, экономики, политологии, психологии и кафедра социологии (в сущности, первая кафедра по этой специальности в университете и в Беларуси) была открыта вместе с открытием нового факультета. Заведующим кафедрой был избран профессор А. Н. Елсуков, который руководил кафедрой до 2003 г.
Член Высшего консультативного совета белорусского общественного объединения «Социологическое общество», член Международного редакционного совета научно-теоретического журнала «Социология», член редколлегии журнала «Гуманитарно-экономический вестник», член Государственной комиссии по лицензированию социологических исследований.

## Научная деятельность
Научные интересы профессора А. Н. Елсукова связаны с проблемами истории и методологии научного познания. Под его руководством и при непосредственном участии был осуществлен проект «ТЕМПУС», итогом которого стало открытие нового отделения на философско-экономическом факультете БГУ — отделения социальной коммуникации и соответствующей кафедры; выпущен ряд научных, методологических и учебно-методических работ. Для чтения лекций по философии и социологии приглашался в вузы Болгарии и Израиля. Им сформирована научная школа в области методологии и истории социологического знания, подготовлено более двух десятков специалистов высшей научной квалификации.

## Научные труды

### Монографии
1. Методы научного познания. Москва, 1974, 152 с. (в соавторстве с В. С. Стёпиным);
2. Эмпирическое познание и факты науки. Минск, 1984, 88 с.
3. Познание и миф. Минск, 1984, 154 с.
4. Теория и эксперимент. Минск, 1989, 111 с. (в соавторстве с В. Я. Воробьёвым);
5. История социологии: учебное пособие. Минск, 1993, 1997, 380 с. (гл. редактор, автор и соавтор);
6. Социология: Учебное пособие. Минск, 1998, 5-е издание 2004, 542 с. (гл. редактор, автор и соавтор);
7. Краткий курс теоретической социологии: Учебное пособие, Минск, 1999, 127 с.
8. Социология: Учебно-методический комплекс по вузовскому курсу общей социологии. Минск, 2001, 196 с.
9. Методика преподавания социологии в высшей школе: учебное пособие. Минск, 2003, 237 с.
10. Социология в Белорусском государственном университете: история, факты, документы. Минск, 2006, 144 с. (в соавторстве с А. Н. Даниловым и Д. Г. Ротманом);
11. Социология — краткий курс: учебное пособие. Минск, 2009, 3-е издание, 128 с.
12. Основы социологии для средних учебных заведений. Минск, 2009, 145 с.
13. Философия любви, жизни и смерти в афоризмах и стихах. Минск, 2009, 127 с.
14. Предыстория социологии. Минск, 2009, 208 с. (в соавторстве с А. Н. Даниловым) и др.

### Статьи
- Социологическая мысль Беларуси: становление и этапы развития. Архивная копия от 23 мая 2019 на Wayback Machine // Социологические исследования. 1998. № 9. С. 5-11.
- Четыре стихии или одно начало? К вопросу о том, правильно ли мы понимаем античных натурфилософов. Архивная копия от 23 марта 2017 на Wayback Machine // Философия и социальные науки. — 2007. — № 1. — С. 11-18.
- Эволюция представлений о факте как методологической категории в философии науки. Архивная копия от 5 марта 2016 на Wayback Machine // Философия и социальные науки: научный журнал. — 2008. — № 2. -С. 43-50.
- Математическая трактовка основ бытия пифагорейцами и её философское значение. Архивная копия от 5 марта 2016 на Wayback Machine // Философия и социальные науки: Научный журнал. — 2009. — № 3. — С. 4-15.
- Социально-философские и социологические идеи Аристотеля. Архивная копия от 2 апреля 2018 на Wayback Machine // Философия и социальные науки: Научный журнал. — 2010. — № 4. — С. 43-49.
- Методологические проблемы периодизации истории социологии. Архивная копия от 5 марта 2016 на Wayback Machine / Елсуков А. Н., Данилов А. Н. // Социологические исследования. 2010. № 10. С. 114—121.
- Социология в Белорусском государственном университете: этапы становления и развития. Архивная копия от 28 декабря 2013 на Wayback Machine / Елсуков А. Н., Гуцаленко Л. А., Титаренко Л. Г., Украинец П. П. // Веснік Беларускага дзяржаўнага універсітэта. Сер. 3, Гісторыя. Філасофія. Псіхалогія. Паліталогія. Сацыялогія. Эканоміка. Права. — 2010. — N 1. — С. 3-6.
- Стигматизация как способ выделения объектов в структурах коммуникативного действия. Архивная копия от 5 марта 2016 на Wayback Machine // Социология. — 2010. — N 4. — С. 3-9.
- Социология критики. Архивная копия от 5 марта 2016 на Wayback Machine // Философия и социальные науки: Научный журнал. — 2011. — № 2. — С. 26-31.
- Социология в тени теоретических предрассудков. Архивная копия от 2 октября 2016 на Wayback Machine // Социология. — 2011 — № 3. — С. 43-52.
- Роль Белорусского государственного университета в создании национальной школы белорусской социологии Архивная копия от 31 мая 2017 на Wayback Machine / Данилов А. Н., Елсуков А. Н., Ротман Д. Г., Рубанов А. В. // Веснік Беларускага дзяржаўнага універсітэта. Сер. 3, Гісторыя. Філасофія. Псіхалогія. Паліталогія. Сацыялогія. Эканоміка. Права. — 2011.-№ 3.-С. 67-72.